# Josef Trinkl (Politiker, 1951)
Josef Trinkl (* 13. Juli 1951 in Güssing, Burgenland; † 26. April 2004 in Graz) war ein österreichischer Politiker (ÖVP).

## Leben
Josef Trinkl besuchte von 1957 bis 1961 die Volksschule Strem, anschließend bis 1965 die Hauptschule Güssing und zwischen 1965 und 1970 das musisch-pädagogisches Bundesrealgymnasium Güssing. Danach leistete er seinen Präsenzdienst. Er studierte an der Karl-Franzens-Universität Graz von 1971 bis 1975 Betriebswirtschaftslehre (Mag. rer. soc. oec.) und Rechtswissenschaft (Mag. iur. 1982, Dr. iur. 1983) von 1977 bis 1983.
Zwischen 1976 und 2004 war Trinkl Angestellter der Wirtschaftskammer Steiermark. Ab 1977 war Trinkl Mitglied der Österreichischen Volkspartei. Er gehörte zwischen 1988 und 1995 den Gemeinderat von Weiz an und war dort von 1989 bis 1995 Vizebürgermeister. In der 20., 21. und 22. Legislaturperiode war Trinkl Abgeordneter im Nationalrat (Österreich).
Josef Trinkl starb am 26. April 2004 in Graz. Er war verheiratet (mit Brigitta Trinkl, AHS-Professorin) und Vater von drei Kindern (Christoph, Rainer und Carola).